# Hugbert av Bayern
Hugbert av Bayern, död 737, var regerande hertig av Bayern från 725 till 737. 